# Mervans
Mervans is een gemeente in het Franse departement Saône-et-Loire (regio Bourgogne-Franche-Comté). De plaats maakt deel uit van het arrondissement Louhans. Mervans telde op 1 januari 2022 1.488 inwoners.

## Geografie
De oppervlakte van Mervans bedroeg op 1 januari 2022 28,78 vierkante kilometer; de bevolkingsdichtheid was toen 51,7 inwoners per km².

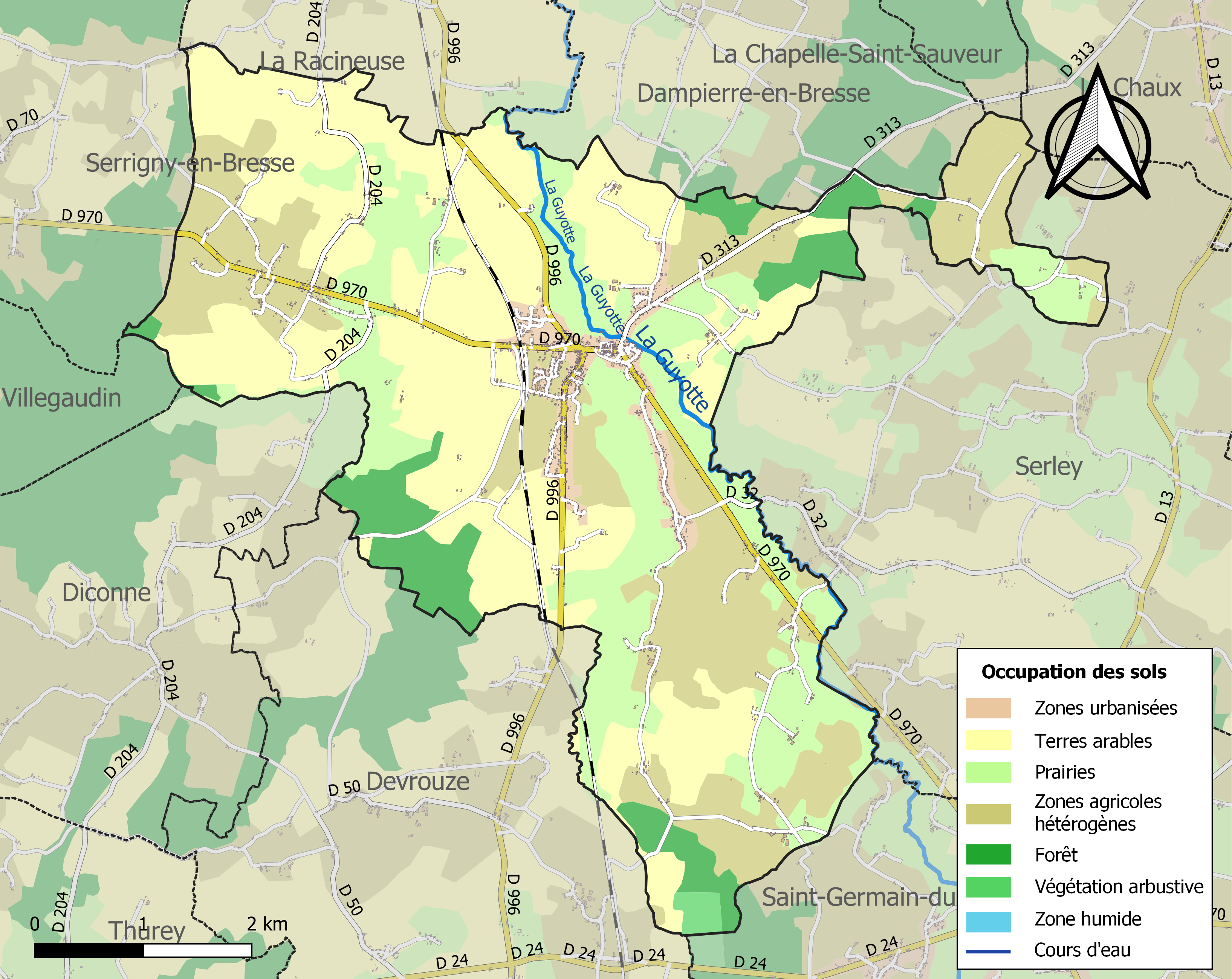
Kaart van de gemeente met de belangrijkste infrastructuur, bodemgebruik en omliggende gemeenten

## Demografie
Onderstaande figuur toont het verloop van het inwonertal (bron: INSEE-tellingen).

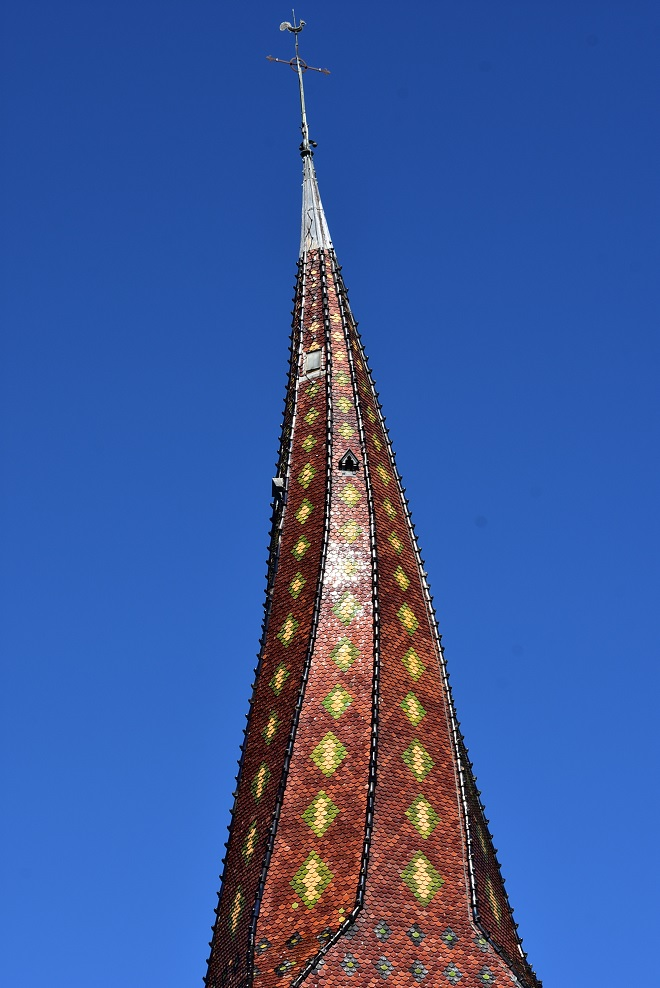
De gedraaide toren van de Sint-Maurice in Mervans